# Pancorius taiwanensis
Pancorius taiwanensis es una especie de arañas araneomorfas de la familia Salticidae.

## Distribución geográfica
Es endémica de Taiwán.